# スエビア (小惑星)
スエビア (417 Suevia) は、小惑星帯に位置する典型的な小惑星で、K型小惑星とS型小惑星に分類される。
マックス・ヴォルフがハイデルベルクで発見し、ハイデルベルク大学のフラタニティにちなんで命名された。